# París-Valenciennes
París-Valencianas es una antigua carrera ciclista francesa disputada entre París y Valencianas. Las dos primeras ediciones fueron disputadas en 1903 y 1905. La carrera reapareció en 1925, después se disputó anualmente desde 1931 a 1939 y de 1946 a 1960. La última edición en 1963 cuando se constituyó como la primera etapa de los Cuatro días de Dunkerque

## Palmarés
| Año  | Vencedor             | Segundo              | Tercero               |
| 1903 | Hippolyte Pagie      | Claude Chapperon     | H. Collet             |
| 1905 | Louis Trousselier    | Augustin Ringeval    | Édouard Wattelier     |
| 1925 | Florent Vandenberghe | Henri Dejaegher      | Félix Goethals        |
| 1931 | Henri Deudon         | Alfons Ghesquiere    | Léopold Roosemont     |
| 1932 | Émile Bruneau        | Jérôme Declercq      | Michel Catteeuw       |
| 1933 | Émile Bruneau        | Rémy Verschaetse     | Achiel Dermaux        |
| 1934 | Julien Pore          | François Blin        | Henri Flamant         |
| 1935 | Jules Pyncket        | Maurice Van Hee      | Cyriel Van Overberghe |
| 1936 | René-Paul Corallini  | A. Duquesne          | Gaston Denys          |
| 1937 | André Defoort        | Raymond Hornes       | Marcel Van Houtte     |
| 1938 | André Defoort        | Alfons Ghesquiere    | Maurice Raes          |
| 1939 | Maurice Raes         | Michel Hermie        | Jean Harmand          |
| 1946 | César Marcelak       | Etienne Tahon        | Camille Blanckaert    |
| 1947 | Frans Knaepkens      | Édouard Klabinski    | César Marcelak        |
| 1948 | Raymond Goussot      | Camille Danguillaume | Lucien Le Guevel      |
| 1949 | Louis Déprez         | Édouard Klabinski    | César Marcelak        |
| 1950 | Dominique Forlini    | Antoine Frankowski   | Bernard Gauthier      |
| 1951 | César Marcelak       | Galliano Pividori    | Louis Déprez          |
| 1952 | Gilbert Scodeller    | Louis Déprez         | Jacques Renaud        |
| 1953 | Martin Van Geneugden | Louis Déprez         | Florent Rondele       |
| 1954 | Gilbert Scodeller    | Raymond Guegan       | Pierre Barbotin       |
| 1955 | Jean Stablinski      | Édouard Klabinski    | Maurice Baele         |
| 1956 | Jean-Marie Cieleska  | Francis Siguenza     | Gilbert Scodeller     |
| 1957 | Michel Van Aerde     | Gilbert Scodeller    | Jean-Marie Cieleska   |
| 1958 | André Darrigade      | Jean Graczyk         | Maurice Lavigne       |
| 1959 | Jean-Claude Lefebvre | Orphée Meneghini     | Jean-Claude Annaert   |
| 1960 | Jo de Haan           | Joseph Schils        | Jean Gainche          |
| 1963 | Henri De Wolf        | Roger De Breuker     | Edouard Delberghe     |